# Łąki w okolicach Chrząstowic
Łąki w okolicach Chrząstowic este o arie protejată (sit de importanță comunitară — SCI) din Polonia întinsă pe o suprafață de 795,02 ha, integral pe uscat.

## Localizare
Centrul sitului Łąki w okolicach Chrząstowic este situat la coordonatele 50°40′09″N 18°03′05″E / 50.6691°N 18.0513°E.

## Înființare
Situl Łąki w okolicach Chrząstowic a fost declarat sit de importanță comunitară în octombrie 2009 pentru a proteja 3 specii de animale.

## Biodiversitate
Situată în ecoregiunea continentală, aria protejată nu include niciun habitat protejat.
La baza desemnării sitului se află mai multe specii protejate de  nevertebrate (3): fluturele purpuriu (Lycaena dispar), Phengaris nausithous, Phengaris teleius.